# Så tuktas ett lejon
Så tuktas ett lejon (engelska: The Lion in Winter) är en brittisk dramafilm från 1968 i regi av Anthony Harvey. I huvudrollerna ses Peter O'Toole, Katharine Hepburn, John Castle, Anthony Hopkins, Jane Merrow, Timothy Dalton och Nigel Terry. 

## Handling
Filmen utspelar sig vintern 1183 i Chinon och handlar om kung Henrik II av England som sammankallar olika personer till sitt residens för att bland annat avgöra tronföljden genom diverse intriger.

## Rollista i urval
- Peter O'Toole - Kung Henry II
- Katharine Hepburn - Drottning Eleanor
- Anthony Hopkins - Richard Lejonhjärta
- John Castle - Geoffrey
- Nigel Terry - John
- Timothy Dalton - Kung Philip II
- Jane Merrow - Alais, Henrys älskarinna, Richards trolovade
- Nigel Stock - kapten William Marshall
- Kenneth Ives - Drottning Eleanors vakt
- O. Z. Whitehead - Hugh de Puiset, biskopen av Durham

## Utmärkelser
Filmen vann tre Oscars vid Oscarsgalan 1969: bästa manus efter förlaga (James Goldman), bästa filmmusik, ej musikal och bästa skådespelerska till Katharine Hepburn (delat med Barbra Streisand för Funny Girl). Den har också vunnit ett tiotal andra priser, såsom till exempel två Golden Globe Awards.